# Bloodiella andalusica
Bloodiella andalusica är en stekelart som beskrevs av Maksymilian Nowicki 1935. Bloodiella andalusica ingår i släktet Bloodiella och familjen hårstrimsteklar.
Artens utbredningsområde är:
- Frankrike.
- Ungern.
- Polen.
- Spanien.
- Turkiet.

Inga underarter finns listade.